# Claude Habibová
Claude Habibová (* 1956 Paříž) je vysokoškolská profesorka, specializující se na francouzskou literaturu 18. století, spisovatelka, která píše zejména o vztazích mezi ženami a muži.

## Život
Claude Habibová vyrůstala v buržoazním pařížském prostředí. Její rodiče spolu nevycházeli a její matka trpěla depresemi. Výsledkem bylo, že ona a její bratr byli vychováváni převážně najatými vychovatelkami. Navštěvovala Lycée Fénelon v Latinské čtvrti v Paříži. Byla studentkou École Normale Supérieure ve Fontenay-aux-Roses (1975–1980), zabývala se moderní literaturou a stala se doktorkou literárních věd (1987).

## Kariéra
Je emeritní profesorkou na univerzitě Paříž III na katedře Francouzské a latinské literatury a lingvistiky a přednáší na univerzitě v Lille III. Její výzkum se zaměřuje především na francouzskou literaturu 18. století. Je členkou redakční rady časopisu Esprit a členkou komise sborníku „Literatura a politika“ v edici Belin. Často je zvána do pořadu Répliques u Alaina Finkielkrauta na France Culture.

## Diferenciální feminismus
Poté, co se u Rousseaua začala zajímat o otázku rozdílu mezi pohlavími, se většina jejích děl zabývá vztahy mezi ženou a mužem. Říká o sobě, že je "hluboce rovnostářská feministka". Její první esej vydaná v roce 1992, La Pudeur: la réserve et la trouble má za téma ženskou zdrženlivost.
Její eseje le Consentement amoureux v roce 1998, měly po svém vydání určitou odezvu v médiích. Byly předmětem diskuse v době Strauss-Kahnovy aféry, zejména kvůli americké spisovatelce Joan Wallach Scott, která označila tradiční francouzskou galantnost za zdroj sexuálního násilí. Scottová se dále domnívá, že diferenciální feminismus podkopává rovnost pohlaví. Pokud jde o Didiera Eribona, kritizuje Habibovou za to, že napsala antifeministické a homofobní spisy. S Philippem Raynaudem, Irène Théryovou a Monou Ozoufovou napsala Habibová článek na obranu „francouzského feminismu“.
Byla přirovnávána k pravicovému novináři a spisovateli Éricu Zemmourovi pro reakční postoje k genderovým otázkám.
V Le Goût de la vie commune, vydaném v roce 2014, chválí partnerství a mateřství „které zůstává domovem ženské identity“, čímž oponuje Élisabeth Badinterové.
Po aféře Weinstein a zákonu o pouličním obtěžování ve Francii přijatém v srpnu 2018 chtěla Claude Habibová zdůraznit, že galantní muž "úslužný, okouzlující a vždy příjemný" je anti-Weinsteinem. V roce 2021 vydala esej s názvem La question trans. Analýzy a úvahy, které tam rozvíjí, jsou některými lidmi považovány za argumenty, které nahrávají transfobii.

## Tolerance: republikánský univerzalismus
V lednu 2019 vydala esej Comment peut-on être tolérant? ve kterém sleduje historii pojmu tolerance od osvícenství tím, že předkládá názory Montesquieua, Pierra Baylea, Johna Lockea a Voltaira. Znovu potvrzuje platnost ambicí republikánského univerzalismu, v němž je tolerance snahou každého budovat společné dobro.

## Dílo
- La Pudeur: la réserve et le trouble, Autrement, 1992, 207 s.ISBN 978-2862603896
- Préfère l'impair, Viviane Hamy, srpen 1996, 314 s.ISBN 978-2878580792
- Le Consentement amoureux, Hachette Littérature, 7. října 1998, 296 s.ISBN 978-2012354326
- Pensées sur la prostitution, Belin, 20. dubna 2000, 96 s.ISBN 978-2701116327
- Galanterie française, Gallimard, 19. října 2006, 448 s.ISBN 978-2070779628
- Rousseau aux Charmettes, Éditions de Fallois, 2. května 2012, 77 s.ISBN 978-2877067942
- Le Goût de la vie commune, Flammarion, 5. března 2014, 172 s.ISBN 978-2081332720
- Deux ou trois nouvelles du diable, Éditions de Fallois, 11. května mai 2016, 185 s.ISBN 978-2877069540
- Comment peut-on être tolèrant? , Desclée de Brouwer, 16. ledna 2019, 288 s.ISBN 978-2220095707
- La Question trans, Paris, Gallimard, coil. " la débat" září 2021 ISBN 9782072950926

### Kolektivní práce
- Claude Habib a Philippe Raynaud , Malaise dans la civilité, Tempus Perrin, 30. srpna 2012, 202 s.ISBN 978-2262039790

### Český překlad
- HABIB, Claude. Francouzská galantnost. Překlad Lena Arava-Novotná. 1. vyd. Praha: Academia, 2009. 341 s. ISBN 978-80-200-1782-6.